# Les Zapartistes
Les Zapartistes sont un groupe d'humoristes québécois spécialisé dans l’humour politique créé en 2001.

## Description
Le nom du groupe dérive de celui des Zapatistes, groupe de défense des autochtones chiapas du Mexique, et de l'Aparté, un petit café montréalais qui a vu naître le groupe. Son slogan est : « Parce que rire est une si jolie façon de montrer les dents ».
Les Zapartistes commencent tous leurs spectacles par la déclamation de leur manifeste, sorte de refus global moderne, qui stipule entre autres que « contrairement à la richesse, la connerie, elle, est très bien distribuée » et où le groupe dit s'opposer « ... à la corruption, à la culture du consensus, à la langue de bois, à la privatisation de nos ressources, à la débilité militaire pis à ben d’autres affaires. »
Le groupe s'attaque aux gestes politiques immoraux et illégaux en utilisant l'humour comme arme. Par exemple, il s'affichait comme indépendantiste vis-à-vis du gouvernement du Canada, lorsqu'il était éclaboussé par le scandale des commandites, mais n'est pas nécessairement péquiste. Il prône aussi des idéaux de partage de la culture comme le démontre cette citation humoristique : « Nous n’utiliserons jamais le mot « piratage ». Nous préférons enlever le « i » et parler de partage ».
Il s'est fait une spécialité de modifier des chansons populaires pour en faire des dénonciations. Par exemple, la chanson Les Fonds publics, dérivée des Amoureux des bancs publics de Georges Brassens, dénonce les abus financiers des producteurs de télévision.

## Membres du groupe
Le groupe est composé de :
- Christian Vanasse ;
- François Patenaude ;
- Brigitte Poupart (depuis au moins 2006) ;
- Vincent Bolduc (depuis 2011) ;
- Jean-François Nadeau (depuis janv.2012) (ne pas confondre avec le cofondateur de Le Couac) ;
- Nadine Vincent (spécialisée en rédaction) ;
- Gaétan Troutet (spécialisé en musique).

Anciens membres :
- François Parenteau (jusqu'en 2011) ;
- Denis Trudel ;
- Geneviève Rochette ;
- Frédéric Savard ;
- Francis Dupuis-Déri (participation aux textes pendant plusieurs années).

Tous participent au contenu, mais Nadine Vincent ne monte pas sur scène, cette responsabilité échéant aux autres membres.
Brigitte Poupart était surnommée affectueusement La stagiaire par ses collègues à ses débuts dans le groupe.

## Historique
Depuis sa création, ce groupe se produit sur scène et pour la télévision, que ce soit lors de spectacles-évènements, comme la Fête nationale du Québec, ou lors d'émissions humoristiques. Ses spectacles ont souvent eu lieu au Lion d'Or, une salle de spectacle de Montréal. Depuis plusieurs années, les Zapartistes animent aussi une revue de fin d'année.
Il est lauréat du prix Gémeaux 2004 pour le « meilleur texte: humour, variétés, talk-show ».

## Discographie
- « Les Zapartistes contre l’Empire » : Une vague d'humour lucide contre la pensée unique[2].